# Punisher (musikalbum)
Punisher är ett musikalbum av den amerikanska artisten Phoebe Bridgers, utgivet 18 juni 2020 på skivbolaget Dead Oceans. 
Albumet är Bridgers andra studioalbum och uppföljaren till debutplattan Stranger In the Alps från 2017. Punisher spelades in på Sound City Studios i Los Angeles. Produktionen gjordes av Tony Berg, Ethan Gruska och Phoebe Bridgers själv. 
Pitchfork placerade Punisher på fjärde plats i sin lista över de 50 bästa albumen 2020.

## Låtlista
| Nr  | Titel             | Längd |
| --- | ----------------- | ----- |
| 1.  | DVD Menu          | 1:09  |
| 2.  | Garden Song       | 3:39  |
| 3.  | Kyoto             | 3:04  |
| 4.  | Punisher          | 3:09  |
| 5.  | Halloween         | 4:31  |
| 6.  | Chinese Satellite | 3:37  |
| 7.  | Moon Song         | 4:37  |
| 8.  | Savior Complex    | 4:01  |
| 9.  | ICU               | 3:10  |
| 10. | Graceland Too     | 3:56  |
| 11. | I Know The End    | 5:44  |